# Canedo (Ribeira de Pena)
Canedo is een plaats (freguesia) in de Portugese gemeente Ribeira de Pena en telt 507 inwoners (2001).